# Der achte Tag
Der achte Tag ist ein im Herbst 1989 in der BRD entstandener deutscher Thriller zum Thema Genmanipulation am Menschen. Unter der Regie von Reinhard Münster spielen Katharina Thalbach, Hans Christian Blech und Hannelore Elsner die Hauptrollen.

## Handlung
Vera Pukal, alleinerziehende Mutter eines Jungen, nimmt ihren Beruf als Enthüllungsjournalistin sehr ernst. Eines Tages kommt sie einer hochgradig brisanten Geschichte auf die Spur, als sie die Leiche eines angesehenen Wissenschaftlers entdeckt. Da der Retortenmediziner eine Koryphäe in seinem Fach war und sie kurz vor seinem Tod um eine heikle Unterredung zum Thema Genmanipulation gebeten hatte, will die kritische, alles grundsätzlich hinterfragende Rechercheurin den angeblichen Selbstmord durch Überdosis des Mannes nicht glauben. Bald kommt Vera einer unheimlichen „Mafia“, bestehend aus skrupellosen Männern und Firmen, die sich allesamt an unerlaubten Gen-Experimenten beteiligt haben, auf die Spur. Zu den Drahtziehern gehören ein Berliner Pharmakonzern, mehrere Gen-Labors und der dubiose Industrielle Richard Svoboda. Da bald auch Veras Leben und das ihres Sohnes Jan bedroht werden, ist ihr rasch klar, dass sie mit ihren Recherchen einem alten Menschheitsprojekt auf die Spur gekommen sein muss: dem bislang streng verbotenen Klonen von Menschen.
Pukals Gegner scheinen übermächtig zu sein und sehen in ihr eine echte Gefahr für ihr finsteres Treiben. Bald hat die Journalistin einen Auftragskiller am Hals, dem sie nur mit knapper Not entkommen kann. Dann aber stößt Vera auf einen Professor namens Heinrich Wagner. Hatte der sich besonders kultiviert gebende alte Herr nicht bereits im Nationalsozialismus begonnen, in Konzentrationslagern mit Menschen und ihren Genen zu experimentieren? Das Ungeheure kommt an den Tag. Die in der Überlieferung sieben Tage dauernde Schöpfungsgeschichte soll ganz offensichtlich fortgeschrieben werden, und mit dem achten Tag sind längst Menschenklone unterwegs, darunter zwei blonde, jugendliche Abkömmlinge – ein männliches Zwillingspaar – des verbrecherischen Nazi-Wissenschaftlers, die dieser mit Hilfe seines Schwiegersohnes de Vries einst von der eigenen Tochter austragen ließ. Es kommt zu einem publikumsträchtigen Skandal, und der dekuvrierte Professor begeht vor laufenden Fernsehkameras Selbstmord. Doch während der Fall nunmehr abgeschlossen erscheint, setzt der beteiligte Gen-Konzern sein verwerfliches Tun heimlich fort …

## Produktionsnotizen
Gedreht in Berlin, Köln und der Eifel zwischen dem 25. September und dem 11. November 1989, wurde Der achte Tag am 27. September 1990 uraufgeführt. Die deutsche Fernsehpremiere fiel auf den 12. April 1992 im Dritten Programm des WDR.
Gudrun Ruzicková-Steiner übernahm die Produktionsleitung. Die Ausstattung gestaltete Norbert Scherer. Die Kostüme entwarf Rosi Jurat. Für Spezialeffekte sorgten Harry Wiessenhan und Oskar M. Hancke.
Hans Christian Blech wirkte hier zum letzten Mal in einem Kinofilm mit.

## Sonstiges
Der Filmtitel ist eine Anspielung auf die göttliche Schöpfungsgeschichte, die bekanntermaßen nach sieben Tagen vollendet war. Der achte Tag soll insinuieren, dass die Menschheit durch ethisch-moralisch verwerfliche Genmanipulationen und Klonexperimente auf größenwahnsinnige Weise diese Schöpfungsgeschichte fortzusetzen versucht.

## Kritiken
Die Fachzeitschrift Cinema lobte den laut Hans Messias vom Filmdienst eher fürs Fernsehen als fürs Kino konzipierten Film: „Donnerwetter! So aufregend kann deutsches Kino sein! Reinhard Münsters ausgeklügelter Gen-Thriller besticht durch seine ebenso hintergründige wie spannende Story. (…) „Der achte Tag“ ist ein … Film in der Tradition lehrender und warnender Krimischöpfer wie Costa-Gavras, Henri Verneuil und Francesco Rosi.“
Der Filmkritiker Michael Althen befand: „Die Geschichte des jüngsten deutschen Kinos besteht aus wenigen Talenten und vergeblichen Hoffnungen. Die meisten Filme existieren nur noch als Versprechen auf eine Zukunft, die sie nicht haben werden. Das ist noch trauriger, wenn man DER ACHTE TAG sieht. (…) Münsters Film hat alles, was Reinhard Hauffs Simmel Verfilmung MIT DEN CLOWNS KAMEN DIE TRÄNEN abgeht: einen Sinn für Tempo, Rhythmus und den richtigen Tonfall. Die Glaubwürdigkeit der Geschichte hängt nicht an einer fadenscheinigen Konstruktion, sondern kann sich auch in ihren weniger überzeugenden Momenten auf die Stimmigkeit der Figuren verlassen. (…) Katharina Thalbach, Heinz Honig und Hans Christian Blech sind dabei in jeder Szene so präsent, daß einem schmerzlich bewußt wird, wie selten im deutschen Film Schauspieler ein Eigenleben entwickeln, das auch jenseits von An- und Ausfällen das Gesicht eines Films prägt.“
Im Lexikon des Internationalen Films heißt es: „Ambitionierter, aber thematisch überfrachteter Thriller, angelegt als Zukunftsvision menschlicher Hybris; die schablonenhafte Geschichte lebt vor allem von der Präsenz der Darsteller. Die Glaubwürdigkeit bleibt jedoch allzu häufig zugunsten von Spannung und Publikumswirksamkeit auf der Strecke.“